# BMW R 1100 R
Die BMW R 1100 R ist ein Motorrad des Fahrzeugherstellers BMW mit einem luft-ölgekühlten Zweizylinder-Boxermotor. Das Naked Bike hat mehrere bauähnliche Schwestermodelle wie den Reise-Sportler R 1100 RS und den Reise-Tourer R 1100 RT. Von 1994 bis zum Produktionsende 2000 wurden von dem Roadster 53.685 Einheiten im BMW-Werk Berlin gebaut.

## Konstruktion
Chassis und Motor sind mit der R 1100 GS baugleich, allerdings hat die „R“ einen Lenkungsdämpfer aufgrund der geringeren Vorderradlast. Die Vorderradbremse stammt aus der R 1100 RS. Zum Frühjahr 1997 erhielt die R 1100 R ein neues Cockpit mit gefälligerem Design und einen größeren Scheinwerfer.
Die zwei Zylinder des Boxermotors haben eine Bohrung von ⌀ 99 mm Durchmesser. Die Kolben haben Hub von 70 mm bei einem Verdichtungsverhältnis von 10,3:1.
Die Radaufhängung wurde vorne durch eine Telelever und hinten über eine Paralever realisiert. In Deutschland wurde aus Versicherungsgründen neben der 59 kW Version auch eine über den Luftfilter leicht gedrosselte Version mit 57 kW (78 PS) angeboten. Der interne Modellcode lautet 259R. Die Bereifung hat vorn die Maße 120/70 ZR 17 und hinten 160/60 ZR 18. Auf Wunsch gab es Drahtspeichenräder (andere Radgrößen: vorne 110/80 ZR 18, hinten 150/70 ZR 17). Maximal dürfen 215 kg zugeladen werden.

### Kraftstoff
Der durchschnittliche Kraftstoffverbrauch beträgt 5,6 Liter auf 100 km bei einer Geschwindigkeit von 120 km/h. Der Kraftstofftank hat ein Volumen von 21 Liter, was eine maximale Reichweite von ca. 350 km ermöglicht. Der Hersteller empfiehlt die Verwendung von bleifreiem Motorenbenzin mit einer Klopffestigkeit von mindestens 95 Oktan.

## Allgemeines
Die R 1100 R löste mit dem Modelljahr 1994 die R 100 R ab. Das Motorrad ist optional mit einem Antiblockiersystem ausgestattet. Der Einstandspreis lag bei 16.500 DM.
Es wurde auch ein baugleiches Motorrad mit nur 848 cm3 Hubraum angeboten. In diese R 850 R ist ein Motor von 71 PS (52 kW) Leistung eingebaut, der ein maximales Drehmoment von 77 Nm entwickelt.  Es wurde häufig als Behördenmotorrad eingesetzt.
Mit dem Modelljahr 2001 wurde die R 1100 R durch die R 1150 R abgelöst.

## Kritik
„Wer jemals mit einer Roadster ohne jegliche Anstrengung über kurvige Landstraßen gehuscht ist, wird sich verdutzt fragen, wie so etwas möglich ist. Denn gegen den jüngsten Bayern-Sproß sieht selbst die GS alt aus: Kraft ohne Ende, genügend Schräglagenfreiheit, vor allem aber ein Handling, das in seiner Mühelosigkeit und Agilität selbst die dafür berühmten, jetzt an Traktoren erinnernden Alt-Boxer deutlich in den Schatten stellt.“